# Розенталь (Амурская область)
Розенталь — упразднённое село в Константиновском районе Амурской области, Россия. Место компактного проживания российских немцев. Ликвидировано в 1941 г.

## География
Располагалось на левом берегу р. Топкача, в 1,5 км к востоку от села Средняя Полтавка.

## Население[1]
| год     | 1928 | 1941 |
| ------- | ---- | ---- |
| человек | 135  | 141  |

## История
Основано в 1927 году переселенцами с Алтайского края. Община братских меннонитов входила в состав общины Блюменрот. В 1931 г. организован колхоз «Роте Фане». Все население депортировано 15-16.11.1941 г.